# Oreanthes buxifolius
Oreanthes buxifolius är en ljungväxtart som beskrevs av George Bentham. Oreanthes buxifolius ingår i släktet Oreanthes och familjen ljungväxter. Inga underarter finns listade i Catalogue of Life.